# Paracirrhites arcatus
Paracirrhites arcatus är en fiskart som först beskrevs av Cuvier 1829.  Paracirrhites arcatus ingår i släktet Paracirrhites och familjen Cirrhitidae. Inga underarter finns listade i Catalogue of Life.